# فرودگاه دیکیتر
فرودگاه دیکیتر (به انگلیسی: Decatur Airport) یک فرودگاه همگانی بهره‌برداری هوایی با کد یاتا DEC است که یک باند فرود آسفالت و بتن دارد و طول باند آن ۲۵۹۰ متر است. این فرودگاه در کشور ایالات متحده آمریکا قرار دارد و در ارتفاع ۲۰۸ متری از سطح دریا واقع شده‌است.